# Вајт Маунтин (Аљаска)
Вајт Маунтин (енгл. White Mountain) град је у америчкој савезној држави Аљаска.

## Демографија
По попису из 2010. године број становника је 190, што је 13 (-6,4%) становника мање него 2000. године.
| Група             | 2000.      | 2010.      |
| Белци             | 27 (13,3%) | 23 (12,1%) |
| Афроамериканци    | 0 (0,0%)   | 0 (0,0%)   |
| Азијати           | 0 (0,0%)   | 0 (0,0%)   |
| Хиспаноамериканци | 1 (0,5%)   | 2 (1,1%)   |
| Укупно            | 203        | 190        |